# بلدة أتواتر (مقاطعة بورتج)
بلدة أتواتر هي واحدة من ثمانية عشر بلدة في مقاطعة بورتيدج، أوهايو، الولايات المتحدة. وجد تعداد عام 2000 أن هناك 2762 شخصًا في البلدة.

## الاسم والتاريخ
تم تسمية بلدة أتواتر باسم النقيب كاليب أتواتر، صاحب أرض في محمية كونيتيكت الغربية. إنها المدينة الوحيدة على مستوى ولاية أتواتر.

## روابط خارجية
- موقع المقاطعة